# (710) Гертруд
(710) Гертруд (лат. Gertrud) — астероид  из группы главного пояса, который входит в состав семейства Фемиды. Он был открыт 28 февраля 1911 года австрийским астрономом Иоганном Пализой в Венской обсерватории и назван в честь внучки астронома.